# Дендрарій Найробі
Дендрарій Найробі (англ. Nairobi Arboretum) — дендрарій площею 30 га, розташований біля Найробі, столиці Кенії. Заснований 1932 року.
Дендрарій є членом Міжнародної ради ботанічних садів з охорони рослин (BGCI) і має міжнародний код NAIRA.

## Історія
Місто Найробі було спроектовано як база будівництва залізниці від Момбаси на узбережжі Індійського океану до берегів озера Вікторія, джерела Нілу, який британські поселенці бажали контролювати. Район був відомий як «Енкаре нееробі», що означало «місце з прісною водою». Це місце використовувалося масаями для водопою їх худоби.
Парові двигуни паровозів цієї залізниці використовували як паливо дрова, тому деревини потрібно було з кожним роком все більше аж до 1952 року, коли дизельне паливо замінило деревину.
Близько 1902 року колоніальний уряд зарезервував територію в 3 кілометри по обидва боки залізничної лінії для заготівлі дров. Деревина олив (Olea europaea) і ялівцю (Juniperus procera) має більш високу теплотворну здатність, ніж деревина інших дерев, тому ці дерева були вирубані в першу чергу. Лісники незабаром помітили, що місцеві дерева ростуть повільно, і запропонували негайно розпочати вирощувати швидкорослі дерева хвойних порід для задоволення попиту на дрова. Але ніхто не знав, чи можуть такі дерева рости в Кенії.
1907 року на нинішній ділянці дендрарію почалися випробування насіння з Австралії, Мексики, Індії, Нової Зеландії і Великої Британії. «Лісові станції» були створені по всій країні, і багато великих лісових районів згодом стали лісовими заповідниками, у тому числі і дендрарій Найробі 1932 року.

## Колекції
У дендрарії нараховується близько 450 таксонів дерев і чагарників, у тому числі:
- Місцеві дерева, включаючи рідкісні та зникаючі види, Adansonia digitata, Bauhinia tomentosa, Bersama abyssinica, Blighia unijugata, Bombax rhodoghnaphalon, Calpurnea aurea, Canthium keniense, Chaetacme aristata, Clausena anisata, Commiphora eminii, Craibia brownii, Croton macrostachys, Croton megalocarpus, Cussonia spicata, Dodonea angustifolia, Dombeya rotundifolia, Dovyalis macrocalyx, Ehretia cymosa, Elaeodendron buchananii, Encephalartos hildebrandtii, Erythrina burtiii, Ficus sur, Ficus ingens, Ficus thonningii, Filicium dicipiens, Gardenia ternifolia, Grewia fallax, Jatropha curcas, Kigelia africana, Measopsis eminii, Margaritaria discoideus, Markhamia lutea, Milicea excelsa, Milletia dura, Mimusops bagshawei, Newtonia buchgananii, Ochna holstii, Oncoba routledgei, Phoenix reclinata, Podocarpus falcatus, Polyscias kikuyuensis, Rothmannis urcelliformis, Ruttya fruiticosa, Scherebera alata, Spathodea campanulata, Stereospermum kuntianum, Strychnos usambarensis, Suregarda procera, Tamarindus indica, Teclea simplicifolia, Teclea trichocarpa, Terminalia catappa, Terminalia brownii, Trichellia emetica, Trimerea grandifolia, Turraea robusta, Vangueria madacascariensis.
- Насадження дерев листяних порід, у тому числі евкаліптів, Juniperus procera, Albizzia coriaria.
- Дерева з отруйною деревиною, яка використовувалася для виготовлення стріл (Acokanthera schimperi); види, які використовуються в різьбленні по дереву (сейба розкішна та Brachylaena huillensis).
- Лікарські рослини (алое, Warburgia ugandensis та Vitex keniensis).
- Рослини, що представляють інтерес для садівництва, такі як Draceana steudneri і молочай.
- Декоративні рослини.

## Галерея

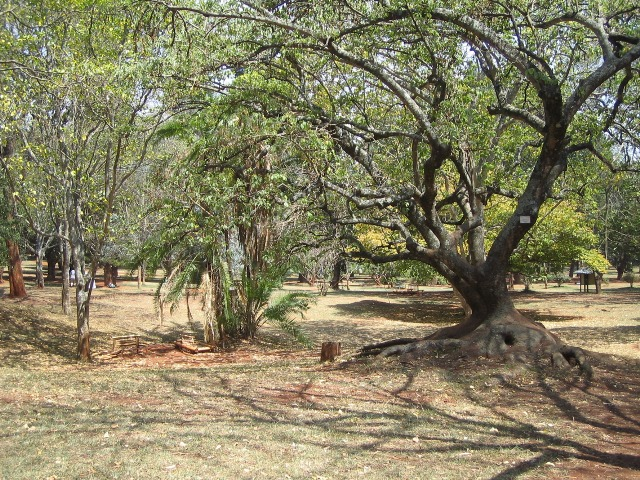
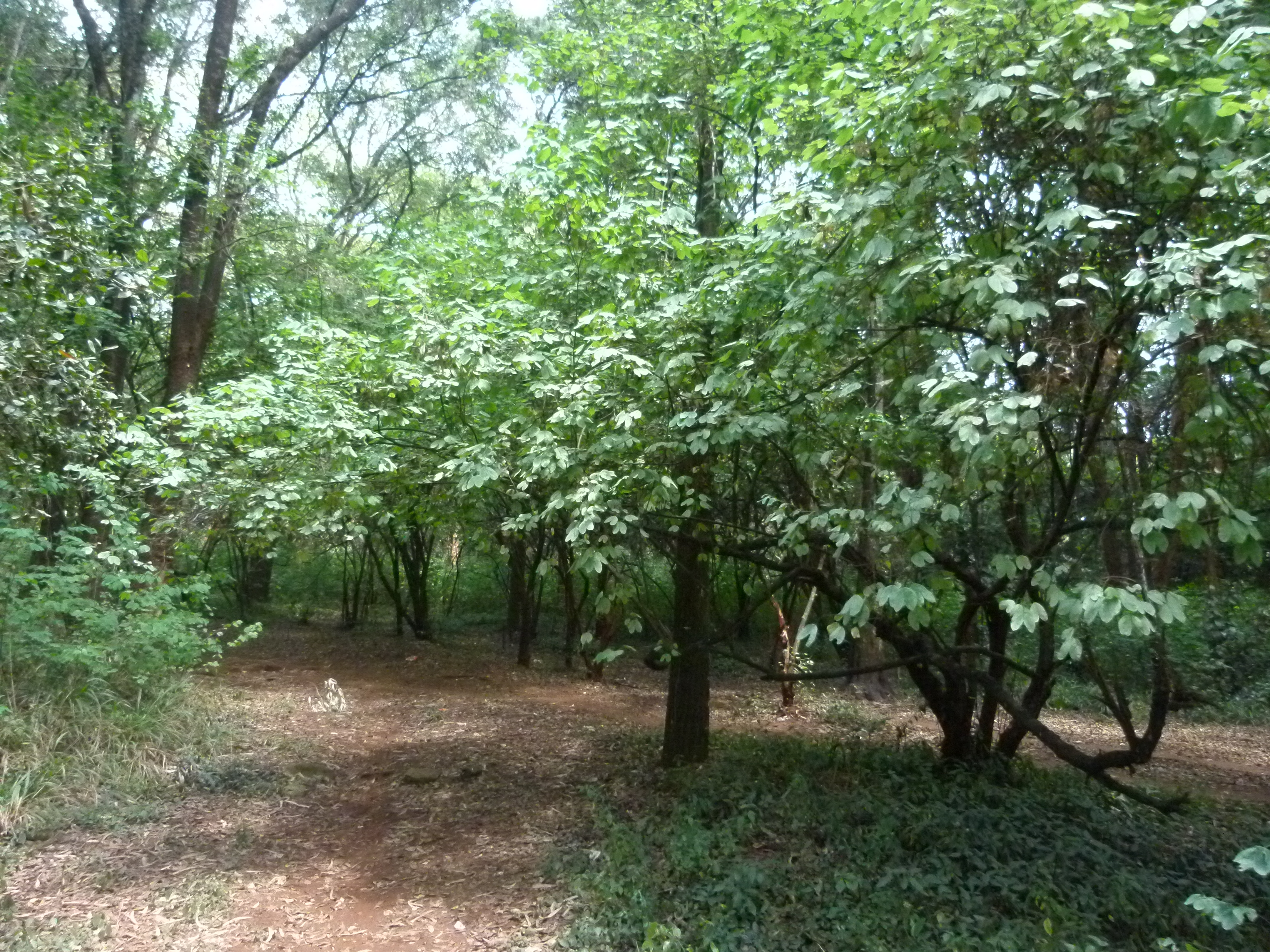
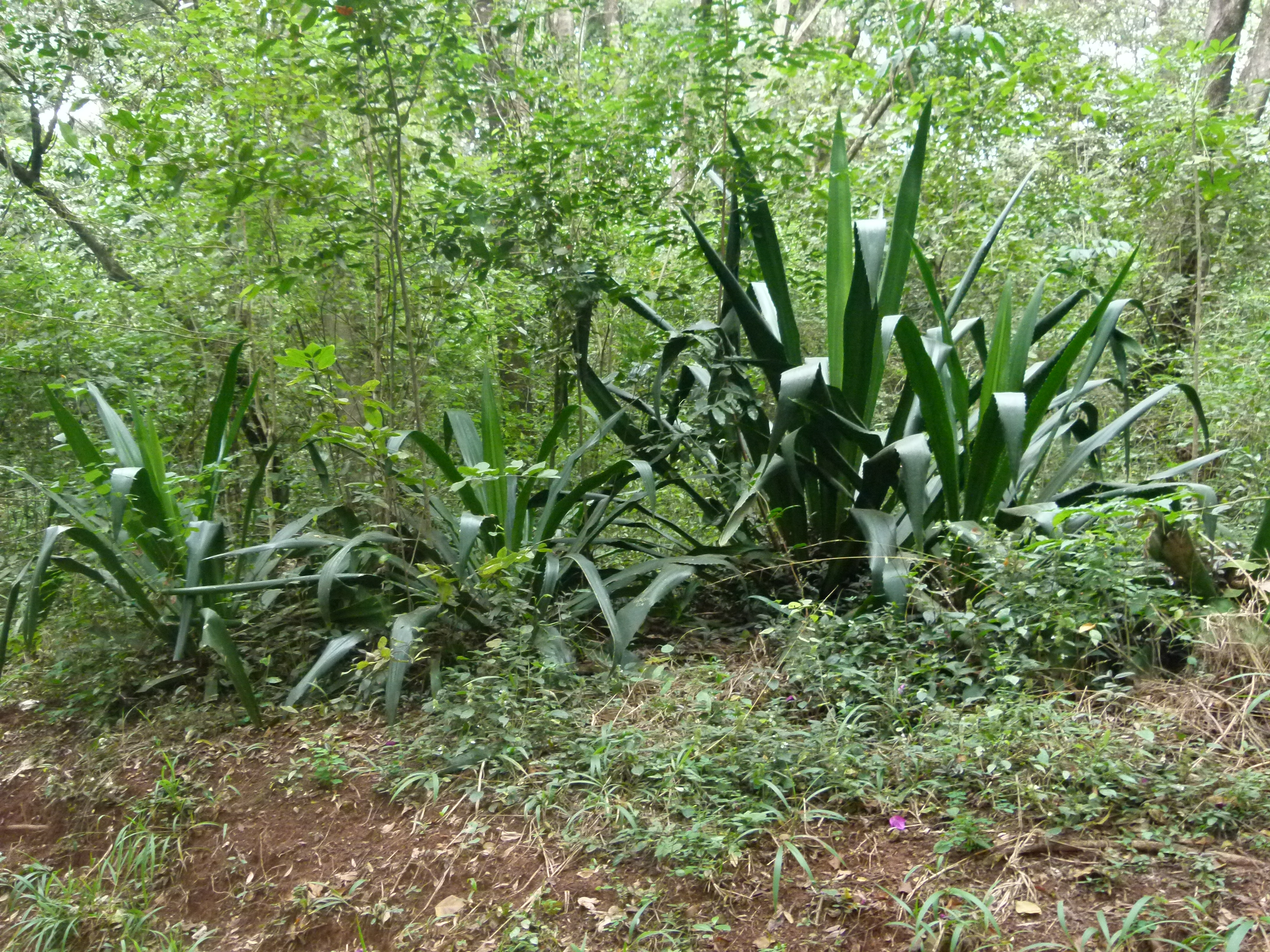
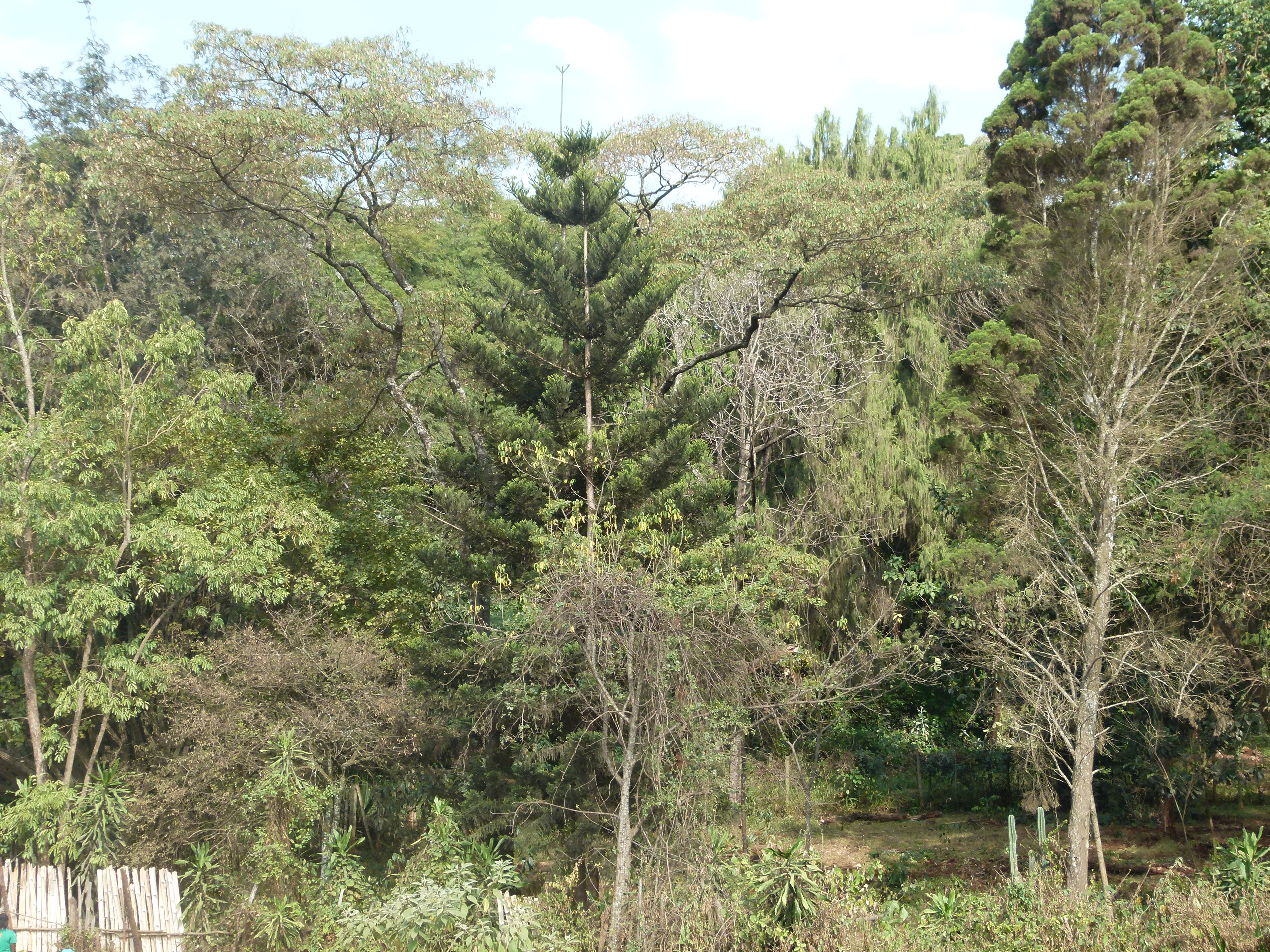